# Bodb
En la mitología irlandesa, Bodb Derg (del irlandés antiguo: [boðβ d ʲ eɾɡ]) o Bodhbh Dearg (Medio de Irlanda y de Irlanda moderna, [bo ː β d ʲ aɾəɡ]) era un hijo de Garb Eochaid o el Dagda, y el hijo sucesor de Dagda como rey de los Tuatha Dé Danann.
Aengus pide la ayuda de su hermano Bodb en la búsqueda de la mujer de sus sueños en "Aislinge Óenguso" (el sueño de Aengus). En ese momento, Bodb es el rey de la parte de Munster. Bodb identifica con éxito a la mujer como Caer Ibormeith.
Tras la derrota de los Tuatha Dé Danann en la batalla de Tailtiu, Bodb es elegido rey de los Tuatha Dé Danann en los "Niños de Lir", así como los Tuatha Dé van bajo tierra para morar en el Sídhe. Para ese momento el ya era padre de muchas deidades. Por elección de Bodb, es reconocido por todos sus rivales, salvo por Lir, que se niega a adorarlo. Bodb, sin embargo, aconseja a sus seguidores a abstenerse de sancionar a Lir, y más tarde, Bodb sucesivamente ofrecerá dos de sus hijas en matrimonio a Lir para aplacarlo. Lir se casa con ambas, sin embargo, terminan en la infelicidad.
Como rey de Munster con el lado de Len como su herrero, Bodb Sida ar Femen ('del montículo en Femen') juega un papel en una historia introductoria importante para Táin Bó Cuailnge, ya que es su criador de cerdos quien se pelea con el rey del lado de Connacht; los criadores de cerdos luego son ingeridos para renacer como los mágicos toros Donn Cuailnge y Finnbennach, de los cuales el primero era el objeto de la gran redada de ganado.
En un cuento de Fenian, Bodb conduce a los Tuatha Dé Danann a la ayuda de la Fianna en la batalla de Ventry.
- Datos: Q638299